# Schloss Amönau

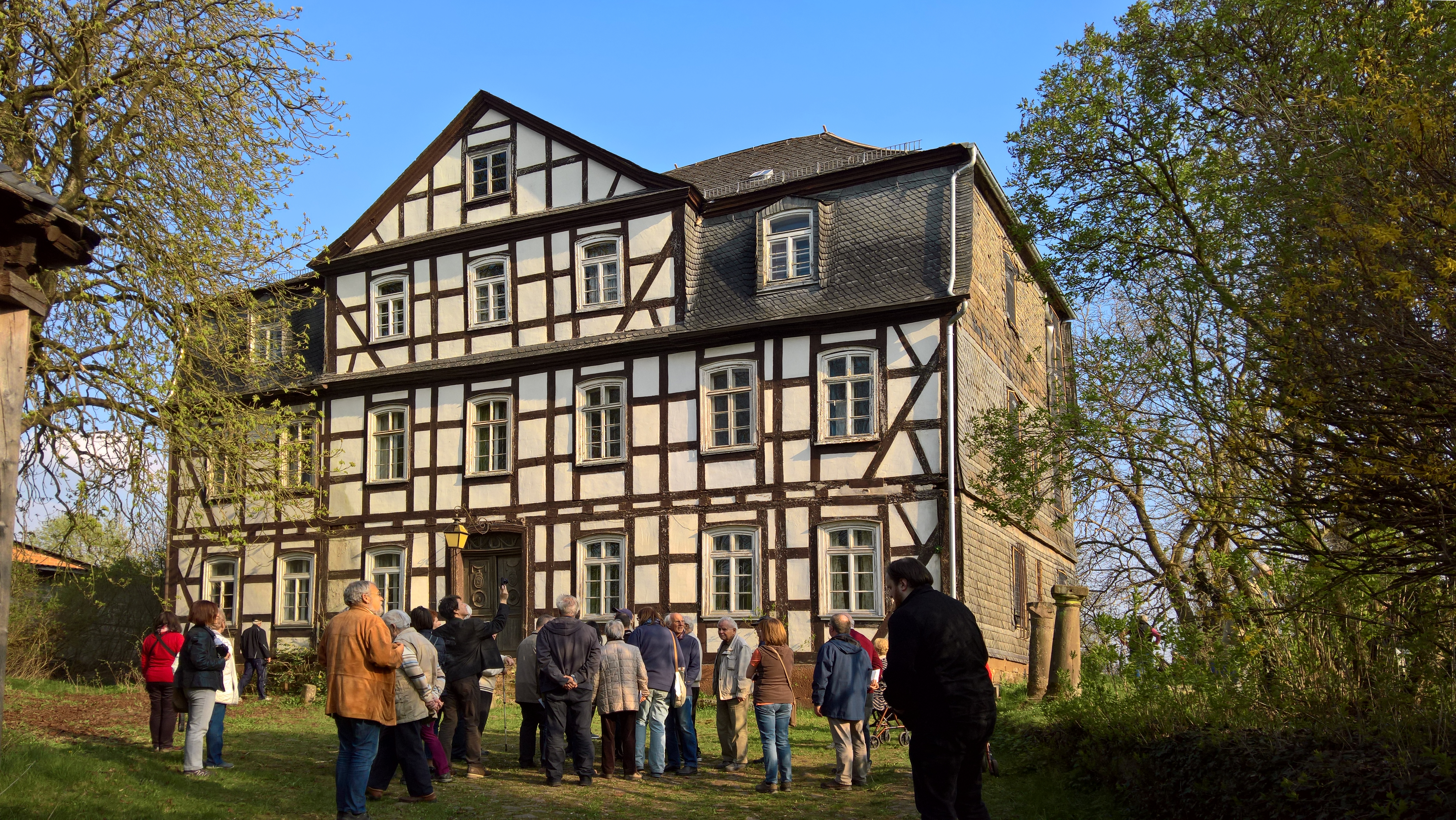
Schloss: Fachwerk-Teil bei einer Besichtigung durch Mitglieder der Deutschen Burgenvereinigung

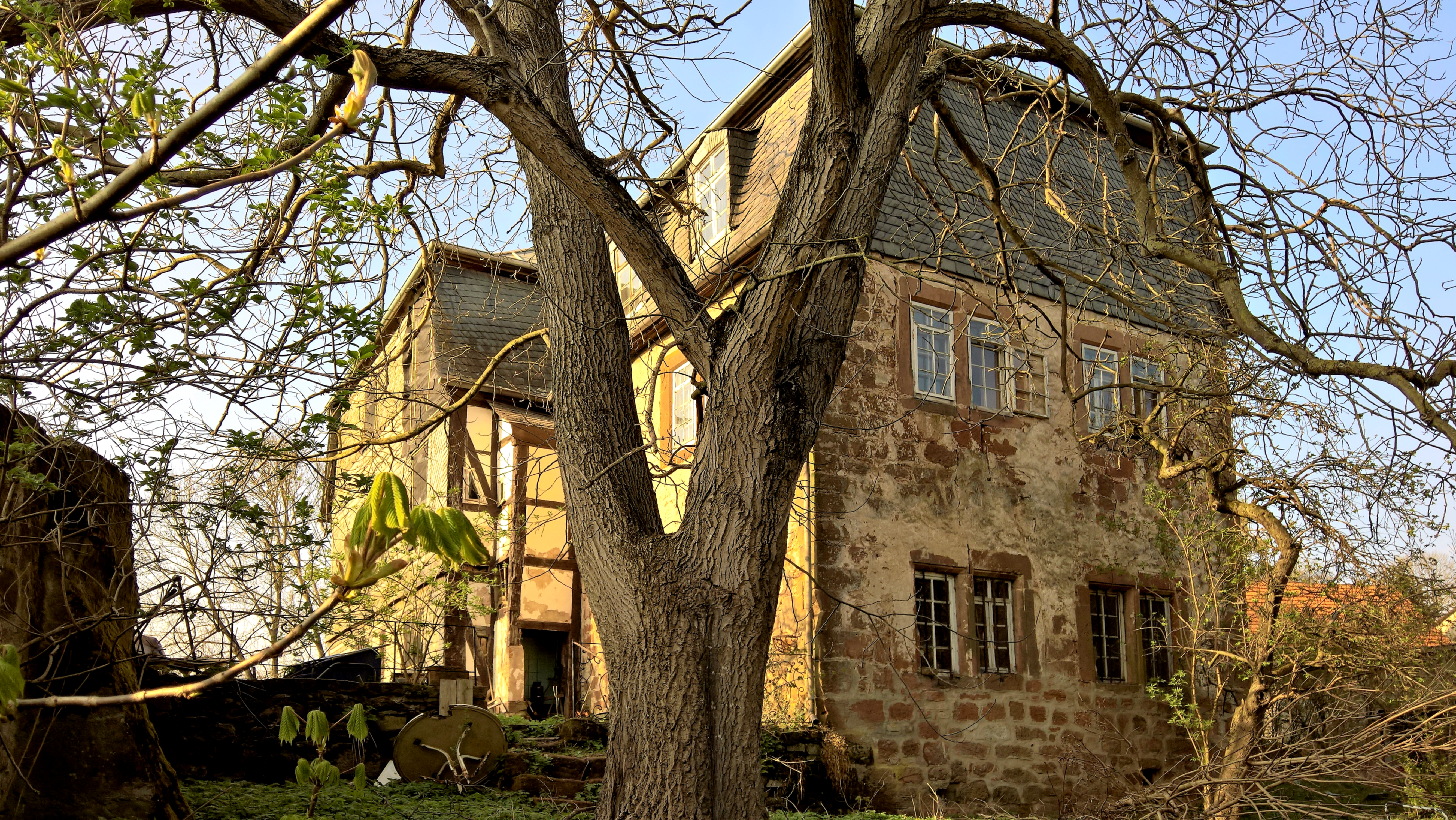
Schloss: der ältere Wohnturm

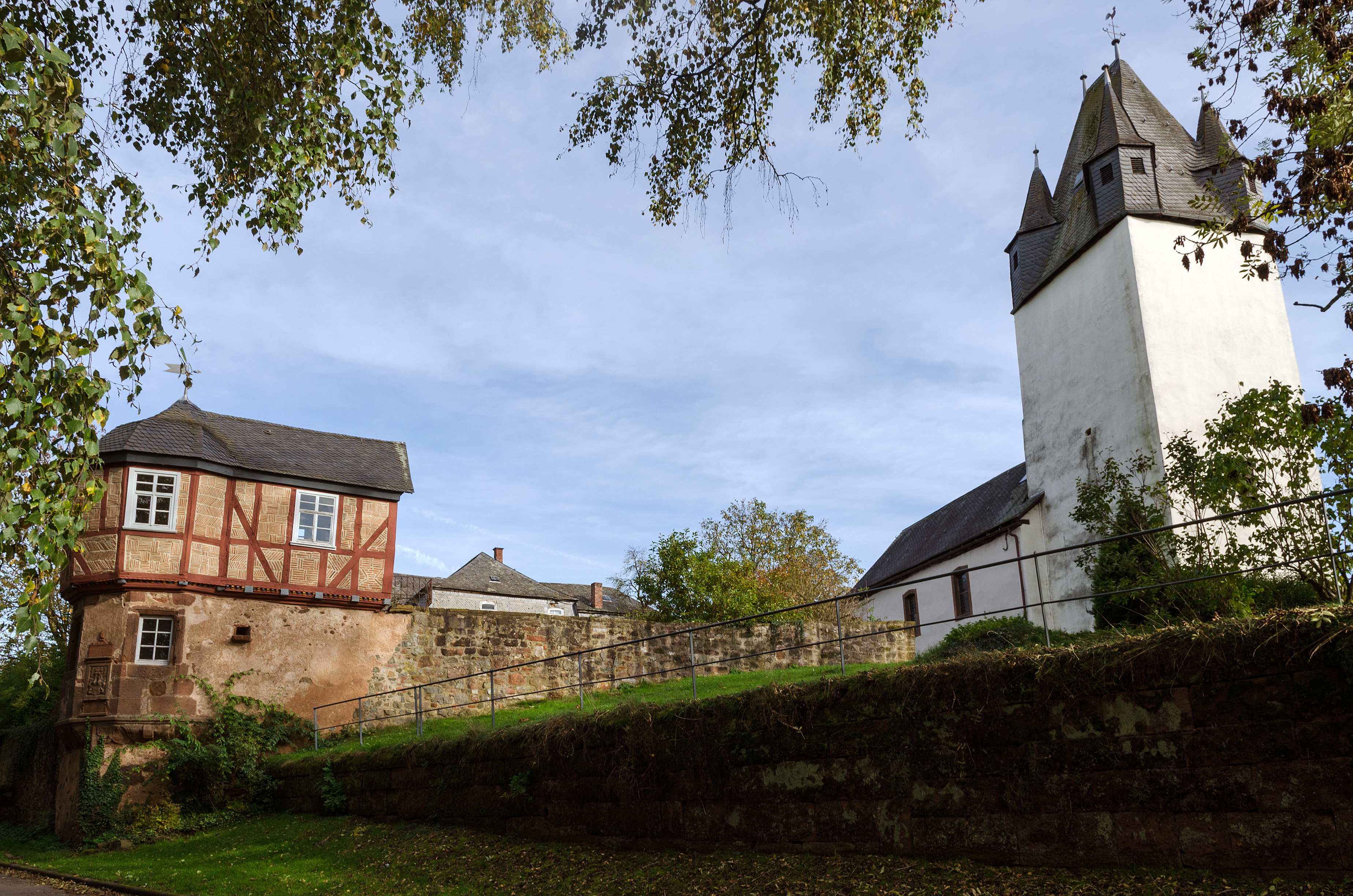
Blick auf den Burgberg, links das Rapunzelhaus, mittig vor der Ringmauer das Dach des Herrenhauses, rechts die Kirche

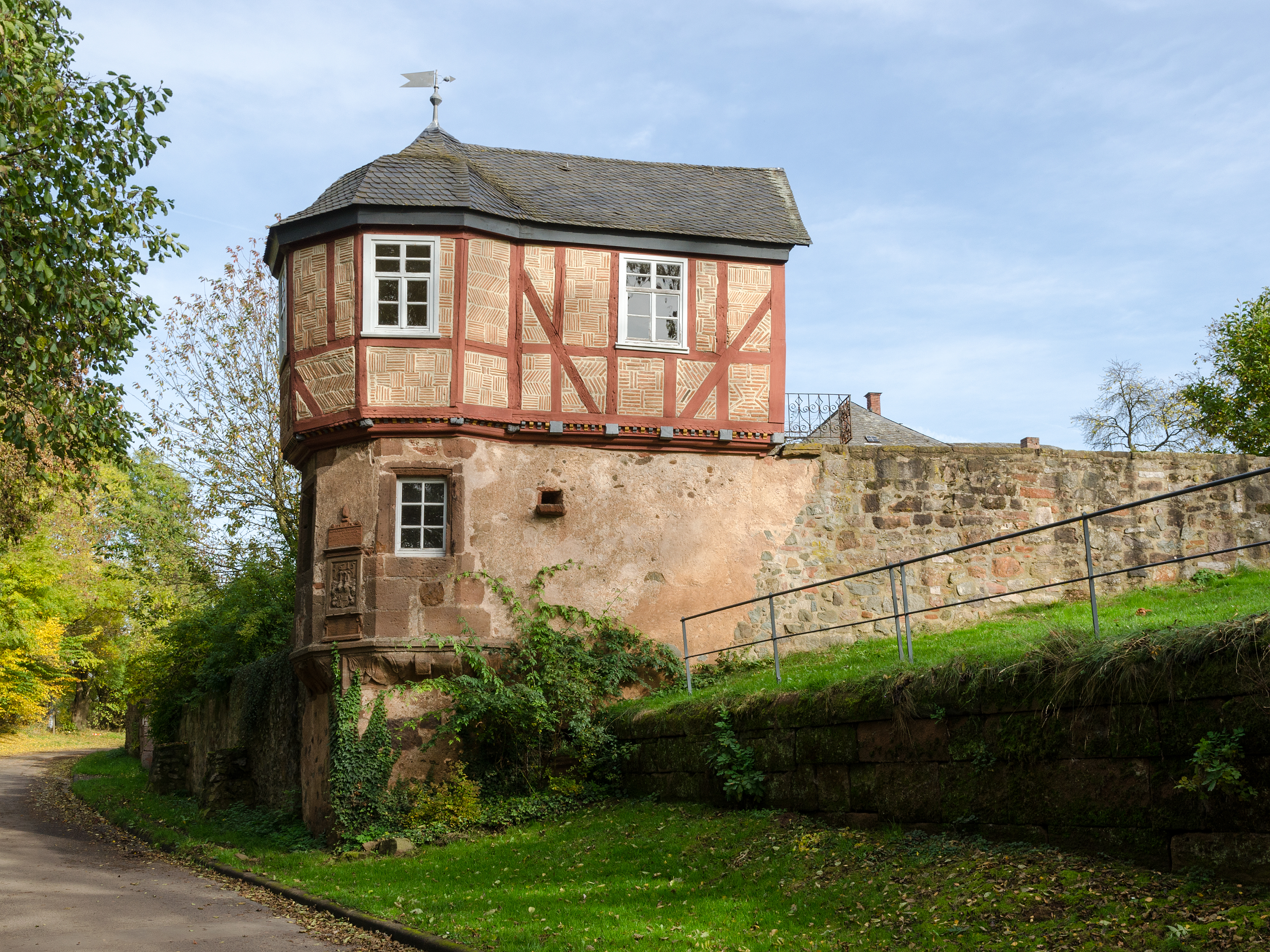
Rapunzelturm am Schloss Amönau

Das Schloss Amönau (auch Burg Amönau oder Junkerngut Amönau genannt) war eigentlich ein burgartiges Rittergut und liegt im Ortsteil Amönau der Kleinstadt Wetter im Landkreis Marburg-Biedenkopf in Hessen.

## Lage
Das Anwesen befindet sich direkt östlich neben der Wehrkirche auf einem spornartigen kleinen Hügel hufeisenförmig von den Bächen Asphe, Treisbach und dem Mühlenkanal auf drei Seiten umflossen.

## Geschichte
Der Ort Amönau wurde im Jahre 1008 von König Heinrich II. dem Stephanstift von Mainz geschenkt. Der älteste Teil der erhaltenen Bauten mit den Mauerresten und Gewölben sowie altertümlichen Kaminen deutet auf das sehr hohe Alter des Burgsitzes. Möglicherweise war der viereckige hohe Kirchturm am Anfang als Bergfried ausgelegt, da auch die fünf frühromanischen Schallöffnungen, von außen zugemauert – aber im Inneren noch zu sehen, darauf hindeuten. 1133 wird der Ort als in einem Verzeichnis als zur Vogtei Ebsdorf gehörend urkundlich. Die Vogtei Ebsdorf war zu dieser Zeit dem St. Stephans Stift zu Mainz unterstellt.
Vermutlich schon im späten 13. Jahrhundert befand sich der Ort im Besitz der Herren von Hohenfels, die Mitte des 13. Jahrhunderts im Adelsaufstand gegen die entstehende Landgrafschaft Hessen unterlagen und Territorium und nahe Stammburg Hohenfels verloren. Für 1270 ist eine Belehnung des Hofes zu Amönau mit Zins und Kirchenpatronat durch Dekan und Kapitel des Stephanstifts von Mainz für fünf jährliche Talente an Conrad, Gumpert und Eckehard von Hohenfels, Söhne des Volpert Hosekin von Hohenfels, urkundlich. Schon 1299 verkaufte ein Ritter Kraft von Hohenfels alles Land um Amönau (Amenowe) an das Kloster Caldern. Die von Hohenfels ließen spätestens im 15. Jahrhundert einen Wohnturm mit einer Turm und Kirche umschließenden Wehrmauer errichten. Der Besitz war damals noch Mainzer Lehen.
Im 16. Jahrhundert kam der Ort unter die Herrschaft der Landgrafschaft Hessen. 1570 ging der Besitz an die Braun von Hohenfels, 1588 an die von Bodenhausen.
Die Amönauer Ortschronik verweist dagegen, dass schon 1555 die Familie von Rehen den Hof übernahm, die spätestens 1560 oder 1580 auch die Heßlermühle in ihrem Besitz hatte. Die Mühle scheint immer Teil des Gutsbesitzes zu sein, da bei jedem Besitzerwechsel des Gutes auch für die Heßlermühle die jeweils neuen Besitzer beurkunden. 1568 bis 1579 trat Junker Löwenstein (Lebenstein) von Rehen als Besitzer des Amönauer Hofes auf, wie das Archiv der Pfarrei vermerkt. Seine Grabtafel ist an der nördlichen Außenwand der Kirche erhalten.
Spätestens 1608 kam das Rittergut an Johann(es) von Bodenhausen. Von 1615 bis 1616 ließ Hedwig von Bodenhausen, Witwe des Johann, an der unteren Ringmauerecke einen Gartenpavillon, das sogenannte „Lusthäuschen“, erbauen. 1687 verkaufte Bodo von Bodenhausen seinem Schwiegersohn Georg Riedesel das Anwesen. Seit 1710 oder 1711 ist das burgartig ausgebaute Anwesen im Besitz des Helmrichschen Asts der von Baumbach, 1712 starb die Amönauer Linie derer von Bodenhausen aus. Der Gutshof wurde als 1746 freiadliger Hof anerkannt, ab 1800 mit dem in Fachwerk errichteten Herrenhaus erweitert und 1846 als Rittergut bezeichnet. 1959 wurden große Teile der landwirtschaftlichen Gebäude des Gutes durch die von Baumbachs veräußert, Teile des Hofes abgerissen. Am 23. Januar 1993 starb Irene von Baumbach.

## Baubeschreibung

### Herrenhaus

#### Wohnturm

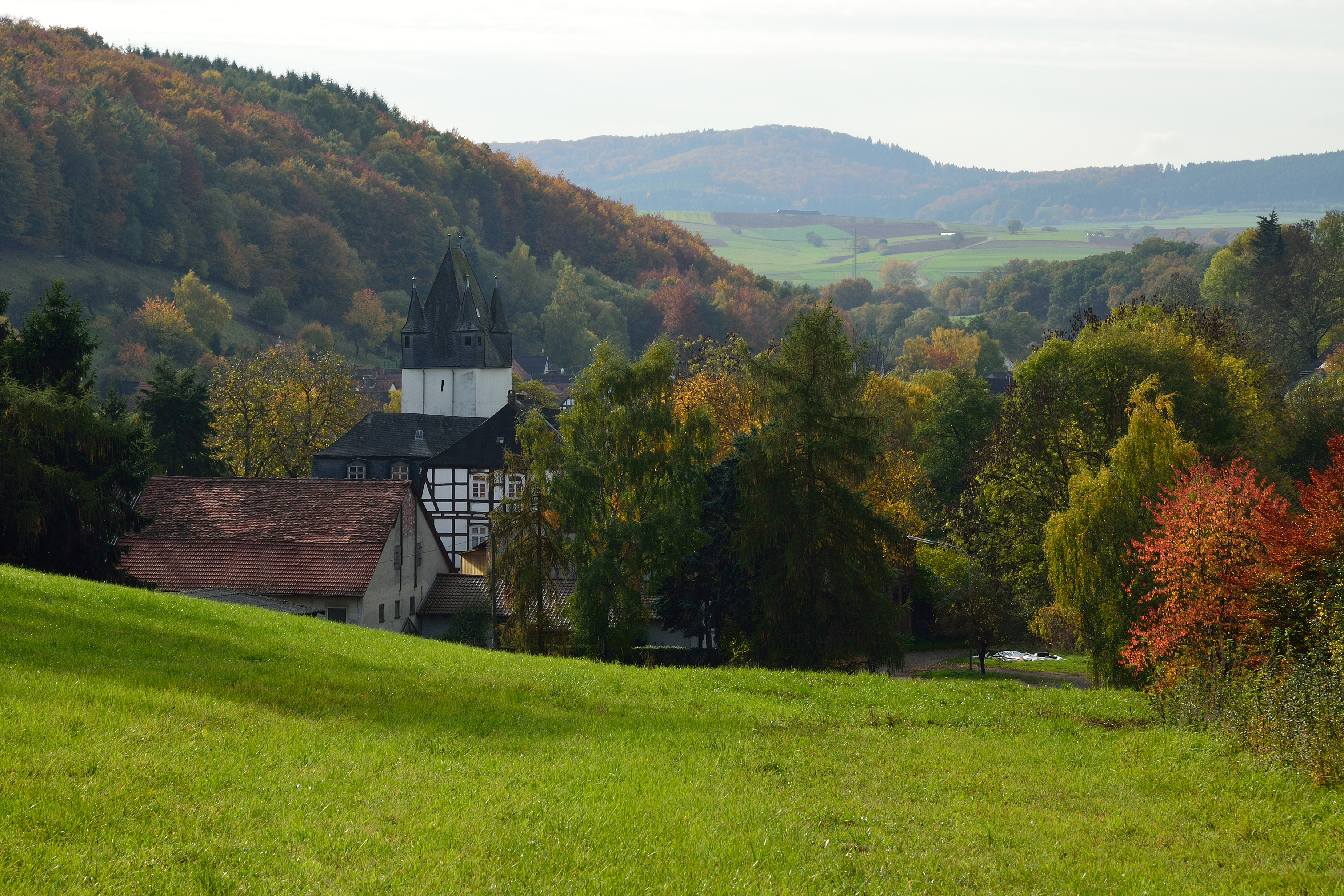
Blick auf den Ort, vor der Kirche der Fachwerkbau des Herrenhauses

Das ursprüngliche Herrenhaus war ein Wohnturm, der aus großen, grob behauenen, roten Sandsteinen gesetzt ist und dem eine Bauzeit um 1500 zugeordnet wird. Der jeweils zweiachsige, mit Zwillingsfenstern in planen Sandsteinfassungen versehene, zweigeschossige, unterkellerte Wohnturm ist heute mit einem steilen Mansardwalmdach versehen. Die Fenster der jeweils zwei Dachgauben auf der Südwest- und Nordostseite sind wie alle anderen Fenster als Sprossenfenster ausgeführt.

#### Fachwerkbau
Dem Wohnturm wurde nördlich bis nach Nordosten überragend zwischen 1800 und 1805 (laut Datierung an der Haustür) ein vorderer quer vorstehender zweigeschossiger Fachwerkbau vorgeschoben, der nördlich ein und ist mit einem steilen Mansarddach gedeckt ist, das ein weiters Geschoss enthält. Die nördliche Eingangsseite weist mittig ein Fachwerk-Zwerchhaus als gedeckten und ausgebauten Dreiecksgiebel mit Satteldach auf. Der L-seitige kurze Anschluss an den Wohnturm ist ebenfalls in Fachwerk ausgeführt. An seiner westlichen Ecke ist heute noch der angesetzte Aborterker gut erkennbar.
Das Herrenhaus ist mit blaugrauen Schieferschindeln gedeckt, das Ständerwerk war einst bemalt. Im Inneren des Fachwerkteiles haben sich zahlreiche Ausstattungselemente der klassizistischen Erbauungszeit erhalten, u. a. ein zweiläufiges hölzernes Treppenhaus, ein älterer Kachelofen, historische Türen, Dielen und Fenster.

### Rapunzelturm

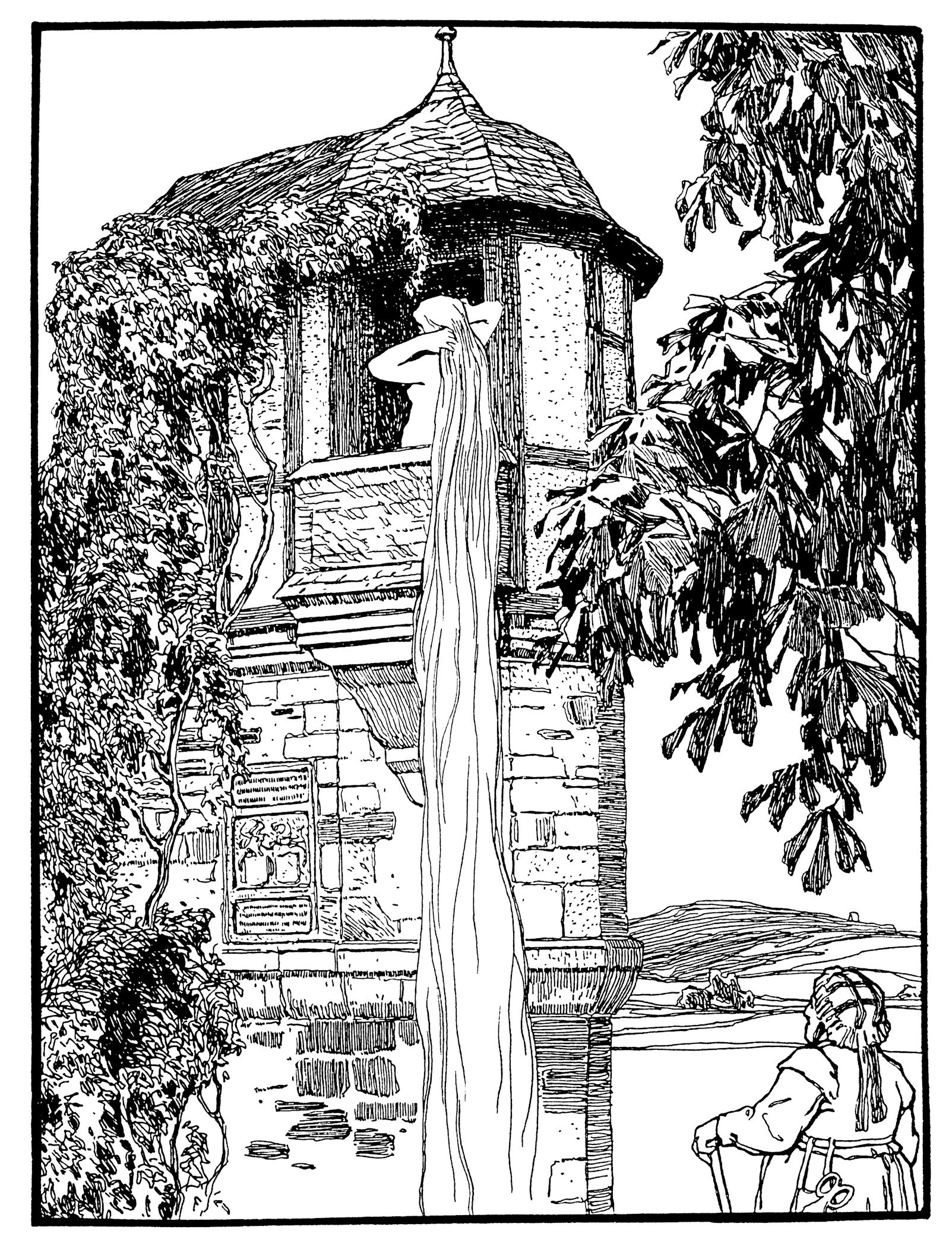
Der Rapunzelturm in der Zeichnung von Otto Ubbelohde

Das Lusthäuschen ist der bekannteste Teil des Anwesens, da es dem Hessenmaler Otto Ubbelohde als Motiv für den „Rapunzelturm“, eine seiner Illustrationen der Grimmschen Märchen diente. Es ist direkt auf die nordöstliche Ecke der Ringmauer gesetzt und weist einen Fachwerkstock auf. Die Ecke der Ringmauer ist zu einem Polygon erweitert, dabei besteht der oktogonale Teil aus Quadern. Über einem Blätter-Fries, der sich in Mannshöhe um das Polygon zieht, ist ein Allianzwappen, heraldisch rechts das Bodenhausener Wappen mit den drei Sicheln, links das Wappen der Rau von Holzhausen, darüber die Jahreszahl 1615, mit doppeltem Text als Kartusche eingelassen: Die lateinische Bauinschrift ober- und unterhalb des Wappensteins, die sich auf Hedwig von Holzhausen, Ehefrau des Johannes von Bodenhausen bezieht,

lautet oben:

„HEDWIG JOHANIS CONJUX QUONDAM A BODENHAUSEN QUI VIR HEC*** FUNCTUS VIVIT IN ARCE TOL***ZW(?) HOLTZHVSEN PRO CHALAT(?) ESTEN MATE (?) FECIT COM (???) (***?) SEDES TUTA ET AMEN“.

Der untere Text ist bezeichnet mit:
„HINC HAE STANT AEDES MURI VI RIDARIA PORTA HINC PLURA AUXILIO SUNT (PR*?) REFACTI DIE FAC DEUS UT PIETAS ET PAX HAC SEDE PERENNENT SINT (Q?) HABITATORES JUCITER NEOLIMES“.
Ein Steinportal auf der Traufe der Gartenseite zeigt die Jahreszahl 1616. Das Fachwerkgeschoss ist als erster Stock aus dem Achteck, dem Erker, und einem kurzen Längsbau zusammengesetzt. An der Giebelseite befindet sich oberhalb der Ringmauer im ersten Stock eine Tür. Das Fachwerk mit Backstein ist in Ziersetzungen ausgefacht. Fassungsreste von 1979 ergaben rot abgesetzte Eckquader und gleichfarbige Fenstergewände mit weißen Putzflächen. Die erfolgreiche Sanierung hat diese Farbzusammensetzung übernommen.

### Weitere Bauteile

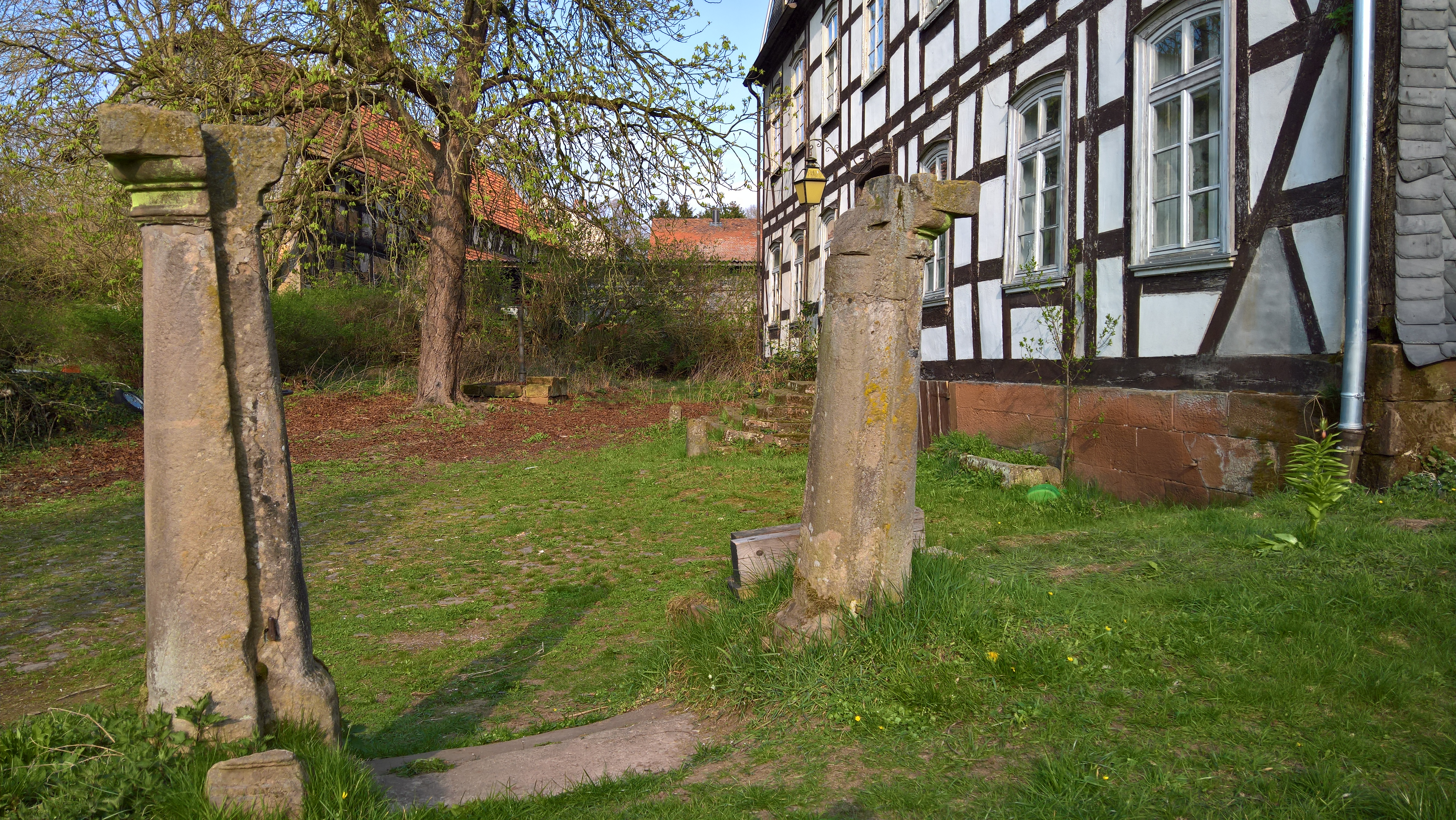
Säulen eines Toreinganges

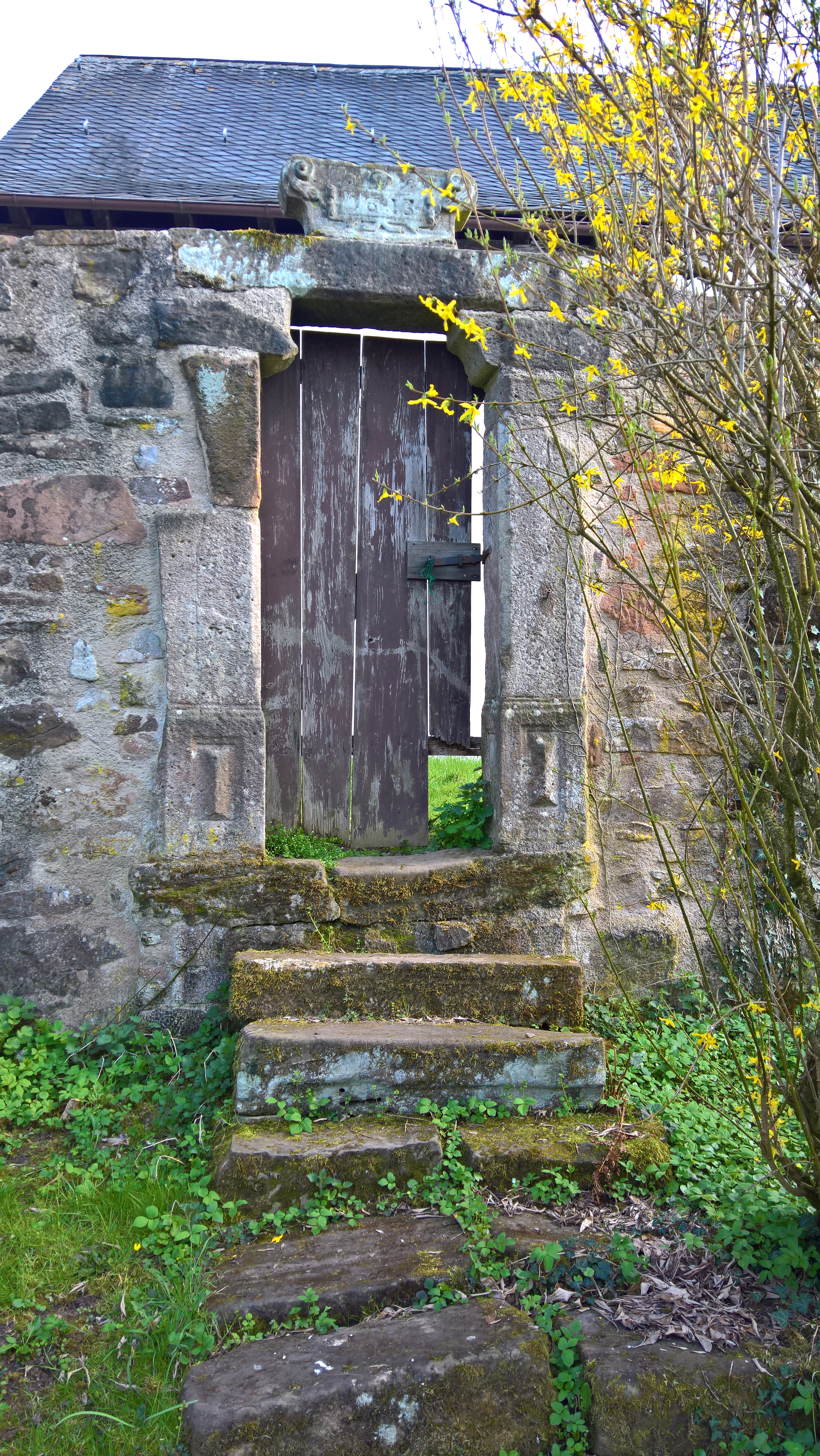
Gartenpforte zum Kirchhof mit Kartusche und Jahreszahl 1613

An der nordwestlichen Ecke des Fachwerkbaues stehen (heute isoliert im Garten) noch zwei Sandsteinsäulen eines Toreinganges, die gefast sind und auf ein schweres Holztor verweisen. Die Volutenkapitelle sind noch gut erhalten.
Der zwischen Rapunzelturm und Fachwerkbau liegende Garten ist nach Süden zur Kirche hin ebenfalls durch eine Mauer geschlossen, die eine Sandstein-Pforte mit Schlussstein und Voluten aufweist, dessen Kartusche mit einfachem Roll- und Knorpelwerk die Jahreszahl 1613 zeigt.

## Heutige Nutzung
Das Anwesen ist in Privatbesitz und als Kulturdenkmal ausgewiesen. Spätestens seit 2008 galt es als stark sanierungsbedürftig. 2018 wechselte es den Besitzer und wird seitdem denkmalgerecht sukzessive saniert. Die Sanierung wurde 2019 mit 50.000 Euro für die Erneuerung der Dachdeckung, der Fassadenverschieferung und Fassadenentwässerung durch die Deutsche Stiftung Denkmalschutz (DSD) gefördert.